# Хајди (роман)
Хајди је швајцарски роман за децу који је написала Јохана Шпири. То је светски познат бестселер, првобитно објављен у два дела, Хајдине године учења и путовања (немачки: Heidis Lehr- und Wanderjahre) и Хајди користи оно што је научила (немачки: ). Реч је о роману о догађајима у животу петогодишње девојчице у заштити свога деде, у швајцарским Алпима. Написана је као књига "за децу и оне који воле децу" (као што је цитирано поднасловом) у првом издању 1880. од стране швајцарскe ауторке Јохане Шпири.
Хајди је једна од најпродаванијих књига икада написаних и једно је од најпознатијих дела швајцарске књижевности.
Први превод романа на српски изашао је 1943.

## Радња романа
Петогодишња девојчица Хајди након смрти својих родитеља, остаје без старатеља. Сестра њене мајке, тетка Дета, сазнаје да Хајди има деду који живи на планини и да је он једини који би се могао бринути о њој. Упркос причама да је он чудан и зао човек који живи сам, одвојен од других људи, тетка Дета ипак води Хајди код њега. У почетку деда није хтео узети Хајди да се брине о њој. Није знао ништа о васпитавању деце и бојао се како ће се бринути о девојчици. Међутим, детету се допало на планини и иако је деда у почетку био хладан према њој, ускоро почињу одлично да се слажу.
Хајди је живела са дедом у колиби на планини, окружена високим дрвећем и пашњацима. Иако су били асоцијални, Хајди је нашла пријатеља Петра, који је водио дедине козе на пашу. Петар је имао стару, болесну и слепу баку о којој се бринуо, јер је и он остао без родитеља. Њих двоје су постали најбољи пријатељи. Преко лета су заједно водили козе на пашу, а преко зиме је Петар ишао у школу, тако да се нису могли дружити. Па ипак, иако је деда био чудан, у души је био добар човек. Искрена и добронамерна Хајди га је успела отворити према људима, тако да ју је понекад водио код Петра. С обзиром да му је Хајди испричала како Петров кров прокишњава, деда је чак једном приликом отишао и поправио како не би могао ветар да завија у кући.
Након три године боравка на планини, тетка Дета се враћа с намером да одведе Хајди у Франкфурт, да је да једној богатој породици на усвајање, како би била пријатељица непокретној девојчици Клари. Клара је нешто старија од Хајди, али је везана за инвалидска колица, па јој Хајди помаже кад јој је било потребно. Овде је Хајди научила и да чита, али није била срећна. Чезнула је за планином и ускоро се разболела. Ради лечења се враћа назад код деде, који јој је јако недостајао.
Ускоро је на планини посећује Клара. Петар, који је помислио да Хајди не може имати других пријатеља сем њега, у бесу сломи Кларина колица како она не би имала начина да се креће. Кад су схватили шта се десило, Хајди и деда су били веома љути на Петра. Он им тада обећава да ће урадити било шта да исправи ствари. И тако, Хајди се досетила да је њих двоје однесу на планину како би и Клара видела пашњаке о којима јој је Хајди толико причала и које у Франкфурту никада не би имала прилике да види. На планини, уз Петрову и Хајдину помоћ, Клара успева да прохода. Кад су то угледали Кларин отац и бака који су са њом дошли на планину, плакали су од среће и обећали Хајди да ће се бринути о њој кад њен деда умре.

## Главни ликови

### Хајди
Хајди је девојчица од пет година, која је са годину дана остала без родитеља. Радознала је, весела, увек насмејана, послушна и разиграна. Воли свој дом на планини, пристојна, дружељубива и вредна. Она је искрена и отворена, а пре свега, неискварена особа која је увек спремна помоћи другима. Ужива у обичним стварима, као што је гледање звезда из свог сламнатог кревета на тавану и боравак на ливади, међу природом. Веома је јака и зрела за своје године. Њена ведрине и оптимизам зрачи, па је снажно утицала и на деду и позитивно га је променила. Подстакла га је на дружење са људима и смекшала његово тврдо срце. Својом појавом улепшава животе свих ликова у књизи и сви се добро осећају у њеном окружењу, воле је, поштују и цене. Изузетак је госпођица Ротенмајер, која је једини негативан лик и којој сваки Хајдин покрет и свака њена реч смета.

### Деда Софрониje
Деда је усамљени седамдесетогодишњи старац који живи сам у колиби на планини. У свом животу је имао тешке тренутке, изгубио је све на картама и у шуми му је погинуо син и од тада се повлачи у себе, далеко од људи. Уточиште проналази међу природом, почиње да живи једноставним животом и сав његов иметак су две козе и дрвена колиба. Поседује углавном позитивне особине: вредан је, спретан, стрпљив и смирен, а одликује га крупнија грађа, густа сива брада и сиве обрве. Међутим, Хајди га успева променити, па он на крају постаје добар пријатељ људима из околног села, а чак и одлучује да се пресели у то село како би Хајди могла да иде у школу.

### Петар
Петар је једанаестогодишњи дечак који живи са слепом баком. Он је једноставан пастир који води на пашњак све козе из околине, међу осталом, и две дедине козе. Преко зиме иде у школу, иако невољно, па ће га Хајди касније уз помоћ песмица сама научити да чита. Био је љубоморан на Хајдино и Кларино пријатељство, па ипак, на крају се приказује као добра особа с тим што је дао све од себе како би и Клара видела пашњаке и проходала.

### Клара
Клара је дванаестогодишњакиња у потпуности различита од Хајди. Она је градско дете из богате породице, бледог лица са плавим очима, нежна, крхка, срамежљива, мирна, тиха и повучена. И поред тога, веома је пријатна и спремна да помогне. Живи само са татом, који много ради, па се о њој брине госпођица Ротенмајер, али јој често долази бака у посету. Клара није имала пријатељице све док Хајди није дошла код ње. Њих две су се одлично слагале. Њихово пријатељство много мења Клару и њен живот. На крају романа успева да прохода.

## Филм, телевизијска и позоришна адаптација
Око 20 филмова или телевизијских продукција су направљени из оригиналне приче. Хајди филмови су постало веома популарни. Хајди постаје велики хит и икона анимиране серије у више земаља широм света. Интересантно је то, да иако првобитна књига описује Хајди као девојчицу са тамном, коврџавом косом, она се обично приказује као мала плавушица.